# Montazgo
Montazgo es un derecho o tributo impuesto sobre los ganados y adeudado por el tránsito que hacen por cualquier territorio en favor del Rey y recompensa del seguro amparo y protección que en sí recibe de él. 
D. Fernando Otelo lo define: 
Est genus pedagi, seu tribute quod Regni persolvitur pro securitate et tutamine a Regia majestate pricipalique munimine praestito per loca et terminos públicos transeundi, stratasque calcandi
Conviene exactamente esta definición con la razón que señala del dicho tributo la Ley del Reino de España (L.1, tit 29, lib. 9, Recop): 
Declaramos, que Nos avemos de haber en cada un año de los ganados que entraren, y salieren en los extremos, del derecho del Servicio y Montazgo.
De cuyas palabras se prueba que cualquier especie de ganado de las cuatro comprendidas en las Leyes del Reino, ovejuno, cabruno, vacuno y porcuno que transterminan por pasos y territorios ajenos son los que adeudan este derecho de Servicio y Montazgo; en cuyos derechos, aunque parezca haber alguna distinción como afirman diversos Autores, diciendo que él de Servicio se debe por la Real protección y defensa de los ganados y el de Montazgo, por el paso y transterminación de ellos de un territorio a otro. No obstante, la razón general del establecimiento de uno y otro derecho fue el amparo y protección Real de los ganados en todos los lugares de estos Reinos cuya seguridad se declara por la Ley del Reino 
que todos los ganados de mis reinos sean de mi Cabaña, é anden salvos y seguros y en mi guarda y defendimiento y en mi encomienda por las partes de mis Reynos
Lo cual supuesto, debe reputarse por uno mismo e idéntica su naturaleza, considerando el fin u objeto y origen de ambos derechos. Tratan los autores de la antigüedad y principio de este refiriéndolo a los tiempos de la Ley antigua y aun señalando su imposición en las Sagradas Letras, como in lib. 1. R.eg. cap. 8. ibi: Greges vestros adecimavit. Pero en España se hace su primera mención en tiempo del rey Fernando III de este nombre, en el cual, según el Privilegio doce del cuaderno de la Mesta, se cobraban Montazgos de los ganados lo que declara su hijo Alfonso el Sabio. Manifiesta lo mismo el Privilegio once del mismo cuaderno, ibi: Que no se cobrase Montazgo de las yeguas, y potros que metían en los extremos los pastores con los ganados de lana, de donde se infiere ser muy conocida antiguamente dicha cobranza en razón de los ganados transeúntes o pasajeros por los términos del Reino. 

## Derecho romano
Tiene semejanza el mencionado derecho de Servicio y Montazgo con el que entre los Romanos se llamaba Escritura. Este era un impuesto sobre los ganados que pastaban en los campos y dehesas del Imperio Romano y también significaba el que pagaban los ganados que transitaban. Para inteligencia de lo cual conviene anotar la diferencia que había entre los dichos. 
- unos, eran propios de los naturales y patricios que sin salir a términos extraños tenían sus pastos en los mismos territorios donde permanecían.
- los otros, concurrían a los propios o semejantes pastos pero tenían necesidad para disfrutarlos de hacer tránsito por distintos parajes.

Pagaban los primeros el precio meramente del arrendamiento de las hierbas o pasto y los segundos, además de éste a cuya satisfacción estaban igualmente obligados, contribuían con lo adeudado por el paso de los caminos por donde transitaban. Este derecho o paga de tributo, no menos en uno que en otro caso, se llamaba Contribución o Escritura pero con bastante disímil significación porque en el primero se entendía por Escritura aquel contrato que celebraban el Publicano o Escribano y el Pastor, obligándose éste a prestar cierta suma por cada cabeza.
Refiere lo dicho el eruditísimo Justo Lipsio(i), ibi: Scripturarius ager publicus appellatur, in quo ut pecora pascantur, certum aes est, quia publicanus, scribendo conficit rationem cum pastore. Va hablando este autor de aquellos géneros de tributos comprendidos en el común nombre de Vectigalia y particularmente conocidos por el de Decumas y Portorios. Y expresando lo que debía contribuirse por cada uno de ellos, manifiesta que consistía en algún cierto precio el derecho de los pastos: in pastionibus autem certum pretium definiebant (Romani) in capita minoris pecoris, majorisque. 
En virtud de esta escritura, satisfacían al erarío público los ganaderos el derecho debido con respecto a las cabezas que pastaban en los campos los cuales dejando de ser útiles y comunes para este efecto, se redujeron a la naturaleza de públicos. Así lo describe Ovidio. Fast. lib. V.
Venerat in morem populi despascere saltus
Idque diu licuit, pænaque nulla fuit.
Rem populus recipit, multam subiere nocentes.
Vindicibus laudi publica cura fuit.
En el segundo caso, se significaba la razón o apunte que servía de regla para proceder a la cobranza de los derechos debidos por el tránsito del ganado. Esta inteligencia la convence el nombre que se atribuye y con que se explicaba este género de contribución, llamándose con la voz griega Aλαβαρχuα , alabarchia, que significa escritura ab αλαβα attramentum y los Jueces a quien tocaba el conocimiento de esta causa A'λαβαρχηs. Favorece este pensamiento lo que expone el gran Cujacio, tratando de una Ley del Código. Después de probar que el vectigal o tributo impuesto sobre unas dos Diócesis o Provincias de Egipto, se debía llamar vectigal, alabarchiæ y no arabarchiæ dice aparece de la dicha Ley era aquella especie de contribución que se debía por el paso de los ganados y concluye con entender bajo el nombre particular de escritura la razón y cuenta que intervenía para la cobranza de todos los vectigales. Por lo cual podemos asegurar una total equiparación entre la escritura y el servicio de Montazgo, que debe denominarse así de los parajes por donde transitan los ganados.
Hay, pues, varios géneros de ellos :
- unos se llaman estantes, como ya dijimos, porque permanecen en sus suelos cuya estancia les liberta de la contribución ínterin no salgan a diversos términos en cuyo caso empiezan a adeudar el servicio travesío voz de que usa la Ley del Reino de España.
- otros, se denominan riberiegos transterminantes los cuales, sin hollar ni pasar por puertos, traviesan y transitan por diversos parajes.
- hay asimismo otros, que se apellidan trashumantes que huellan y transitan puertos y sierras a los cuales propiamente llaman de la Cabaña Real y comprenden todos los privilegios de la Mesta.
- últimamente, se conocen otros con el nombre de martiniegos y porque sus dueños trafican con ellos vendiendo y comprando en las ferias y mercados públicos como consta de una Ley por la cual igualmente se prescriben los derechos debidos al Rey en razón de este tributo o regalía.